# Картаузов, Леонид Михайлович
Леонид Михайлович Картаузов (16 июня 1933 год, Ленинград, РСФСР, СССР — 17 ноября 2016 год, Астана) — колхозник, Герой Социалистического Труда (1972). Депутат Верховного Совета СССР 9-го созыва.

## Биография
Родился в 1933 году в Ленинграде.
С 1941 по 1943 год участвовал в партизанском движении в Калининской области в районе города Ржева. Был сыном полка 185-й стрелковой дивизии 3-го Прибалтийского фронта. Во время сражения около Тарту тяжёлое ранение, после которого лишился ног. После войны воспитывался в детском доме в Ейске. После окончания профессиональной школы с 1951 года по 1955 год работал в Ленинграде, затем переехал в Каунас Литовской ССР. Будучи в Каунасе, решил ехать на целину.
В 1955 году по комсомольской путёвке переехал в Казахскую ССР, где устроился на работу в совхоз имени Чайковского Житикаринского района Кустанайской области. Работал в колхозе сапожником, грузчиком позднее после окончания курсов — трактористом. C августа 1956 года самостоятельно работал на тракторе. В 1959 году вступил в КПСС. С 1965 года работал механизатором колхоза имени «Родина» Целиноградского района Целиноградской области.
Будучи без ног, проработал на одном тракторе в течение 10 лет. За два года девятой пятилетки выполнил четырёхлетний план, вспахав более 4.000 гектаров. В 1972 году удостоен звания Героя Социалистического Труда «за большие успехи, достигнутые в увеличении производства и продажи государству зерна, сахарной свеклы, хлопка, других продуктов земледелия, и проявленную трудовую доблесть на уборке урожая».
Избирался депутатом Верховного Совета СССР 9-го созыва. Был делегатом XVII съезда ВЛКСМ.
Скончался 17 ноября 2016 года в Астане. Похоронен на кладбище села Родина Целиноградского района Акмолинской области.

## Память
- Леониду Картаузову посвящены следующие сочинения:
  - книга В. Гундарева «Какого цвета поле» (1976)
  - книга В. Онищенко «Парень из первого эшелона» (М., 1978);
  - поэма Н. Уразова «Парень с целины» (Алма-Ата, 1978).
- О Леониде Картаузове снят документальный фильм «Человек на земле».

## Награды
- Герой Социалистического Труда — Указом Президиума Верховного Совета от 13 декабря 1972 года
- Орден Ленина (1972)
- Медаль «За освоение целинных земель»